# Nebre
|  | Per a altres significats, vegeu «Nebre (metge)». |

Nebre o Raneb  ('Ra és el meu senyor', però alguns ho tradueixen per 'Senyor del fill'; nom d'Horus: Horus Nebre; nom grec: Kaiechos o Kaichoos) fou el segon faraó de la dinastia II d'Egipte (probable nom de naixença: Kakau o Kakaw).
Es creu que va integrar el Sol amb el nom de Ra per fer el seu nom (nebre = 'senyor del sol') i així va llançar una tradició que va durar dos-cents anys. Fou, segons alguns, fill del seu antecessor Hotepsekhemui, i per d'altres el seu germà. El seu regnat va durar entre deu i catorze anys, el que es dedueix de les restes arqueològiques, Manethó li atribueix un regnat de 39 anys però això ha de ser un error de transcripció.
Manethó diu va llançcar el culte de diversos déus: a Memfis el d'Apis o Den; a Mendes a la cabra sagrada; a Heliòpolis el culte a Menvis. Li dona el nom de Kaiechos o Kakau a les tres llistes egípcies d'Abidos, Saqqara i papir de Torí.
Els experts consideren que els problemes de la unitat es van replantejar durant el seu regnat, i que la unificació del seu antecessor fou posada en qüestió.
No se sap on Nebra va ser sebollit. Egiptòlegs com Wolfgang Helck i Peter Munro creuen que va ser enterrat a la tomba de galeria B sota la calçada de la piràmide d'Unas a Saqqara. De fet, és allà on la majoria d'artefactes amb el nom de Raneb es van trobar.